# Bradley Braves

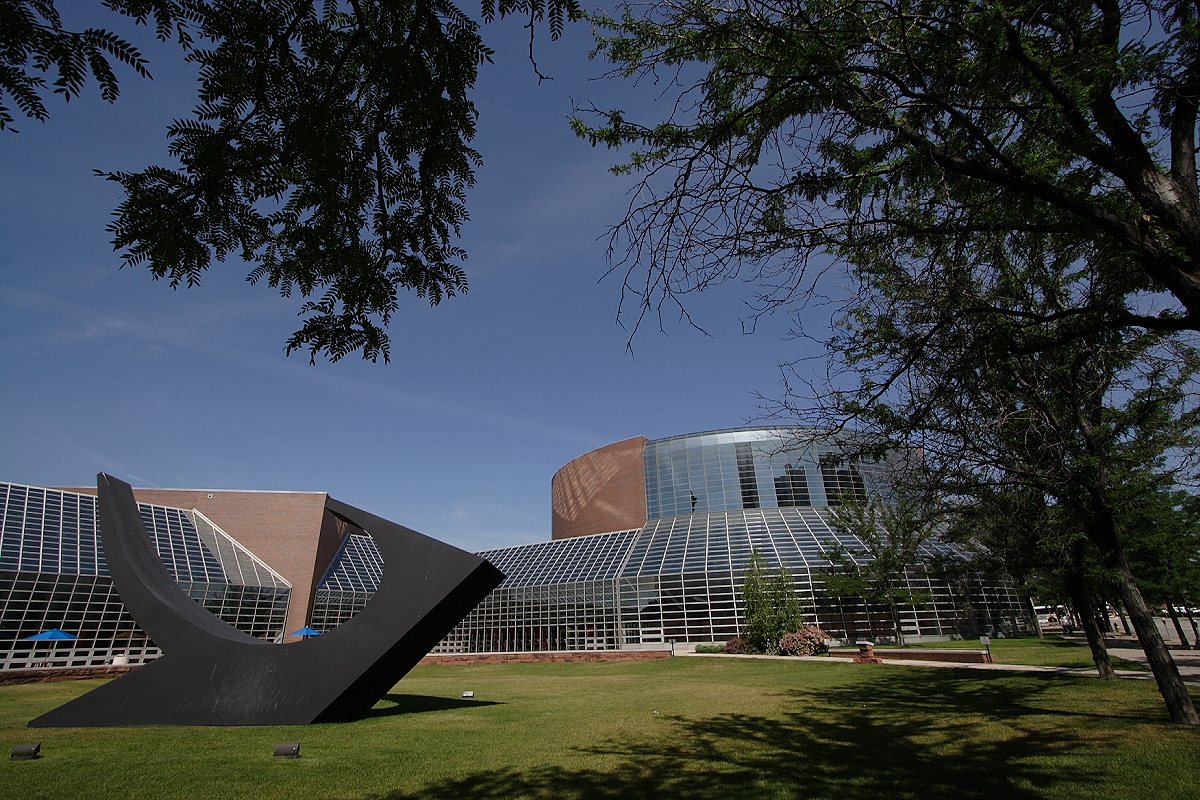
Peoria Civic Center

Bradley Braves (español: Bravos de Bradley) es el equipo deportivo de la Universidad de Bradley, situada en Peoria, Illinois. Los equipos de los Braves participan en las competiciones universitarias organizadas por la NCAA, y forman parte de la Missouri Valley Conference.

## Apodo
En agosto de 2005, la NCAA instituyó una prohibición a las universidades sobre el uso "hostil y abusivo" de términos que hicieran referencia a los nativos estadounidenses, realizando una lista de instituciones que incumplían esta norma, y Bradley fue incluida en ella, ya que el apodo de Braves se refiere a una tribu india. En abril de 2006 fue excluida de esa lista, pero se acordó un plazo de 5 años para revisarla
La mascota de todas formas fue retirada, y aunque se consideró el crear una nueva, por el momento no cuentan con ello. Por el contrario, se está estudiando el cambio de apodo y de logo.

## Programa deportivo
Los Braves participan en las siguientes modalidades deportivas:
| - Masculino - Béisbol - Baloncesto - Cross - Fútbol - Tenis - Golf | - Femenino - Baloncesto - Cross - Tenis - Golf - Softball - Voleibol - Atletismo |

### Baloncesto
El equipo de baloncesto de Bradley ha llegado en 8 ocasiones a la fase final del Torneo de la NCAA, y en dos de ellas llegó a la Final Four, en 1950 y 1954. Su última aparición fue en 2006, llegando a los octavos de final. Han ganado también en 4 ocasiones el National Invitation Tournament (NIT), en 1957, 1960, 1964 y 1982.
Un total de 19 jugadores de Bradley han llegado a la NBA, entre los que destacan Chet Walker, Hersey Hawkins y Anthony Parker.